# Ajgawan
Ajgawan – wieś w Armenii, w prowincji Ararat. W 2011 roku liczyła 3914 mieszkańców.